# توماس برايس (ضابط)
توماس برايس (بالإنجليزية: Thomas Price)‏ هو ضابط جنوب أفريقي، ولد في 21 أكتوبر 1842 في هوبارت في أستراليا، وتوفي في 3 يوليو 1911 في وارنامبول في أستراليا.